# Erich Löffler
Erich Löffler (* 23. März 1908 in Eisenach; † 27. März 1945 in Frankfurt am Main) war ein deutscher Offizier, zuletzt im Rang eines Oberstleutnants.

## Werdegang

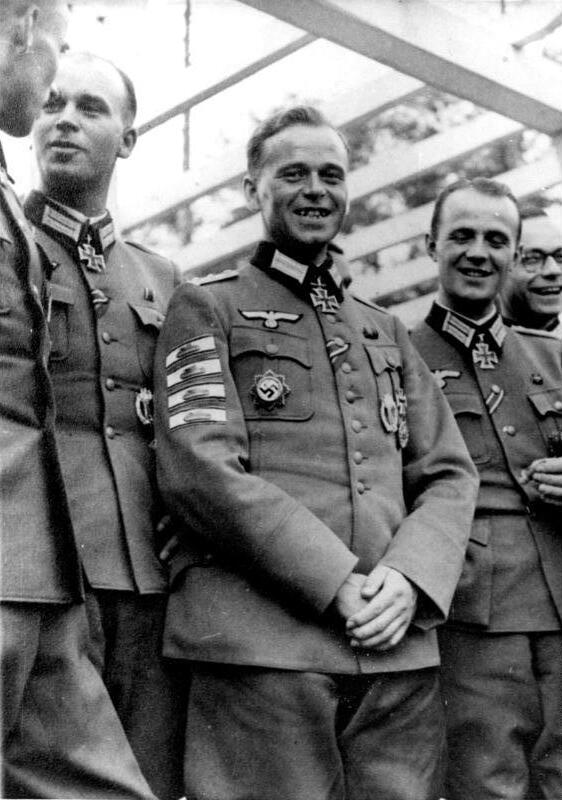
Erich Löffler als Major, 1943

Erich Löffler wurde in Eisenach geboren. In der Weimarer Republik trat er als Berufssoldat in die Reichswehr ein und stieg in ihr und der späteren Wehrmacht bis 1939 zum Hauptfeldwebel auf.
Nach Ausbruch des Zweiten Weltkriegs stieg er schnell in die Offiziersränge auf: Er wurde Kompanie-, z. B. der 3. Kompanie des Infanterie-Regiments 57 in Eisenach, und Bataillonsführer und schließlich ab 1944 Kommandeur eines Infanterie-Regiments im Range eines Oberstleutnants. 1941 kämpft er vor Moskau. 1942 erhielt er als Hauptmann nach zahlreichen anderen Auszeichnungen, zum Beispiel dem Deutschen Kreuz in Gold, das Ritterkreuz des Eisernen Kreuzes. 1943 wurde sein Regiment in der Ukraine zerrieben.
Bei der Neuaufstellung des Grenadier-Regiments 57 in Dänemark 1944 wurde Löffler Kommandeur des Regiments, mit welchem er an der Ardennenoffensive teilnahm. Anfang März 1945 wurde er Kampfkommandant von Koblenz. Seine hilflose Beschwerden an den Gauleiter über die sinkende Moral der knapp 2.000 Soldaten, welche die Stadt verteidigen sollten, blieb ohne Folgen. Am 14. März erklärte er das rechte Moselufer von Moselweiß bis zum Deutschen Eck zur Kampfzone und ließ den Bereich räumen. Am 18. März 1945 besetzten US-amerikanische Truppen Koblenz. Löffler hatte sich bereits nach Marburg zurückgezogen, dem neuen Standort des Grenadier-Regiments 57 der 9. Volksgrenadier-Division.
Hier erhielt er den Befehl mit einem kleinen Stab nach Frankfurt am Main aufzubrechen. Er sollte dort zum Kampfkommandanten ernannt werden und die Stadt bis zum letzten Haus verteidigen. Am Morgen des 27. März 1945 traf Löffler in der Kommandantur in der Taunusanlage 12 ein. Eine angekündigte Verstärkung der Verteidigung durch SS-Einheiten blieb aus. Am frühen Nachmittag des gleichen Tages schlug eine amerikanische Granate in das Gebäude ein und tötete ihn und seinen Stab. Sein Vorgänger, der von Albert Kesselring abberufene Generalmajor Friedrich Stemmermann, wurde ebenfalls verwundet, überlebte den Granateneinschlag aber. Zwei Tage später war der Krieg in Frankfurt beendet.
Stemmermann hatte bereits die Kampfhandlungen einstellen lassen und auch Löffler schickte u. a. den zur Verteidigung aufgebotenen Volkssturm nach Hause. Einer von den Amerikanern umzingelte Flakbatterie in Goldstein, befahl er die Geschütze zu zerstören und sich gegebenenfalls zu ergeben. Ebenso ließ er Barrikaden abbauen.
Er wurde auf dem Hauptfriedhof der Stadt Frankfurt beigesetzt.

## Auszeichnungen (Auswahl)
- Eisernes Kreuz I. und II. Klasse
- Vier Panzervernichtungsabzeichen
- Infanterie-Sturmabzeichen
- Verwundetenabzeichen